# Karin Klockers
Karin Klockers, död 1671, var en av de åtalade för häxeri i Bohuslän under det stora oväsendet. 
Karin Klockers var en av de många personer så namngavs som häxor av Ragnill Jens Svenses under rannsakningarna i Marstrand. 
Hon angavs 31 juli 1669. Marit Byskrifvers uppgav att Klockers »kunde lika så mycket som hon» och att de två gånger varit tillsammans på Björnängen på häxmöte med Malin Ruths, Skottes Gunnela, och Ragnill Jens Svenses. 
Karin Klockers fängslades när hon nekade till anklagelserna. Under hennes rättegång framkom ett vittne som lämnade vad som betraktas som ett ovanligt vittnesmål, som protokollet beskriver som: 
»Då, framstodh Anders Larsson, som lärer skräddere handtwerk her 1 stadhen hoos Pedher Skrädder, et dräng om sine 18 eller 19 ålr, wittnade och bekiände, at i fjohl uthi dymblewekan en morgon heelt tidigt, förr än dhet ringde til prädichen, kiörde han någre swijn op åth öen. Och som han kom op wed scholen, dher sågh han komme flygandhes norr ifrån lijka som en stor fogell, och ju nermer det kom honom, ju större blef dhet, och när dhet kom till Herr Larses hage, sågh han, at det war Karin Klockers, som kom flygandes, och grandgifueligen kiende henne. Och t. o. m. sadhe, at hon hadhe de röde ermer och ett suart snörliff på sigh som hon altijdh gåår medh. Och back effter henne syntes lijke som en stoer hästrumpa, och hon kom stående på sine been uthi sin fullkombne posteur!, huar öfuer han blef heelt förferdat. Huilket drengen henne uthi ögonen öfuertygadhe så at wara skedt och erböd sigh med en god samwettighedh sådant edeligen wele bekräffta.»
Karin Klockers nekade till denna anklagelse. När hon misslyckades med att få tolv danakvinnor att svära ed på hennes oskuld, blev hon, som i alla sådana fall, underkastat vattenprovet. Sedan hon misslyckades med vattenprovet och flöt, fortsatte hon neka till anklagelsen. Efter detta blev hon underkastad tortyr. 
Karin Klockers avled i fängelset under tortyr.